# Gazeta Zielonogórska
Gazeta Zielonogórska – regionalny dziennik wydawany w Zielonej Górze w latach 1952–1975. Od 1 lipca 1975 roku wydawany jako „Gazeta Lubuska”. W latach 1998–2015 wznowiony jako tytuł internetowy dostępny pod adresem www.zielonogorska.pl

## Redaktorzy naczelni Gazety Zielonogórskiej
- 1952-1956: Wiktor Lemiesz
- 1956-?: Tadeusz Bazylko
- Michał Horowicz
- ?-1960: Zygmunt Śniecikowski
- 1960-1975: Zdzisław Olas